# Seabourn Cruise Line
Seabourn Cruise Line  — американська круїзна компанія зі штаб-квартирою в Сіетлі, що надає послуги з організації та обслуговування морських круїзів. Входить до структури «Carnival Corporation & plc».
Компанія заснована 1986 року норвезькими інвесторами.
У 1991 році американська «Carnival Corporation & plc» придбала 25 % акцій «Seabourn». У 1996 збільшила свою частку до 50 %. У 1998 році «Carnival» придбала решту 50 % акцій, а у 2001 році «Seabourn Cruise Line» стала дочірньою компанією «Carnival Corporation & plc».

## Флот

### Судна на службі
| Судно               | Побудовано | Верф        | На службі | Водотоннажність | Країна прапора    | Примітки                                                     | Зображення |
| ------------------- | ---------- | ----------- | --------- | --------------- | ----------------- | ------------------------------------------------------------ | ---------- |
| Seabourn Odyssey    | 2009       | T. Mariotti | з 2009    | 32,346          | Багамські Острови |                                                              |            |
| Seabourn Sojourn    | 2010       | T. Mariotti | з 2010    | 32,346          | Багамські Острови |                                                              |            |
| Seabourn Quest      | 2011       | T. Mariotti | з 2011    | 32,348          | Багамські Острови |                                                              |            |
| MV Seabourn Encore  | 2016       | Fincantieri | з 2016    | 41,865          | Багамські Острови | Найбільше судно компанії                                     |            |
| MV Seabourn Ovation | 2018       | Fincantieri | з 2018    | 41,865          | Багамські Острови | Друге найбільше судно компанії (сестра «MV Seabourn Encore») |            |

### Майбутні судна
| Судно            | На службі (план) | Верф        | Водотоннажність | Країна прапора    | Примітки |
| ---------------- | ---------------- | ----------- | --------------- | ----------------- | -------- |
| Seabourn Venture | з 2021           | T. Mariotti | 23,000          | Багамські Острови |          |
| TBA              | з 2022           | T. Mariotti | 23,000          | Багамські Острови |          |

### Колишні судна
| Судно               | Побудовано | Верф                           | На службі | Водотоннажність | Країна прапора    | Статус                                           | Зображення |
| ------------------- | ---------- | ------------------------------ | --------- | --------------- | ----------------- | ------------------------------------------------ | ---------- |
| Seabourn Goddess I  | 1984       | Wärtsilä Helsinki Shipyard     | 1999–2001 | 4,253           | Багамські Острови | Передано «SeaDream Yacht Club» як «SeaDream I».  |            |
| Seabourn Goddess II | 1985       | Wärtsilä Helsinki Shipyard     | 1999–2001 | 4,253           | Багамські Острови | Передано «SeaDream Yacht Club» як «SeaDream IІ». |            |
| Seabourn Sun        | 1988       | Wärtsilä Marine Perno Shipyard | 1999–2002 | 38,848          | Норвегія          | Передано «Holland America Line» as Prinsendam.   |            |
| Seabourn Pride      | 1988       | Schichau Seebeckwerft          | 1989–2014 | 9,975           | Багамські Острови | Передано «Windstar Cruises» як «Star Pride».     |            |
| Seabourn Spirit     | 1988       | Schichau Seebeckwerft          | 1989–2015 | 9,975           | Багамські Острови | Передано «Windstar Cruises» як «Star Breeze».    |            |
| Seabourn Legend     | 1992       | Schichau Seebeckwerft          | 1995–2015 | 9,975           | Багамські Острови | Передано «Windstar Cruises» як «Star Legend».    |            |